# Wahlkreis Schmalkalden-Meiningen I
Der Wahlkreis Schmalkalden-Meiningen I (Wahlkreis 12) ist ein Landtagswahlkreis in Thüringen.
Er umfasst den südlichen Teil des Landkreises Schmalkalden-Meiningen mit den Gemeinden Belrieth, Birx, Christes, Dillstädt, Einhausen, Ellingshausen, Erbenhausen, Frankenheim/Rhön, Friedelshausen, Kaltennordheim, Kühndorf, Leutersdorf, Mehmels, Meiningen, Neubrunn, Obermaßfeld-Grimmenthal, Oberweid, Rhönblick, Rippershausen, Ritschenhausen, Rohr, Schwallungen, Schwarza, Sülzfeld, Untermaßfeld, Utendorf, Vachdorf und Wasungen.

## Landtagswahl 2024
Bei der Landtagswahl wurde Vivien Rottstedt im Wahlkreis direkt gewählt.
Die weiteren Ergebnisse:
| Gegenstand der Nachweisung | Gegenstand der Nachweisung | Erst- stimmen | Erst- stimmen | Zweit- stimmen | Zweit- stimmen |
| Bewerber                   | Partei                     | Anzahl        | %             | Anzahl         | %              |
| -------------------------- | -------------------------- | ------------- | ------------- | -------------- | -------------- |
| Wahlberechtigte            | Wahlberechtigte            | 44.182        | 44.182        | 44.182         | 44.182         |
| Wähler                     | Wähler                     | 33.237        | 33.237        | 33.237         | 73,0           |
| Ungültige Stimmen          | Ungültige Stimmen          | 540           |               | 254            |                |
| Gültige Stimmen            | Gültige Stimmen            | 31.697        |               | 31.983         |                |
| davon                      |                            |               |               |                |                |
| Patrick Beier              | DIE LINKE                  | 3.171         | 10,0          | 3.571          | 11,2           |
| Vivien Rottstedt           | AfD                        | 11.867        | 37,4          | 11.200         | 35,0           |
| Erik Thürmer               | CDU                        | 9.141         | 28,8          | 6.930          | 21,7           |
| Janine Merz                | SPD                        | 4.945         | 15,6          | 2.407          | 7,5            |
|                            | GRÜNE                      |               |               | 594            | 1,9            |
| Alexander Andree           | FDP                        | 361           | 1,1           | 309            | 1,0            |
|                            | TIERSCHUTZ hier!           |               |               | 274            | 0,9            |
|                            | ÖDP / Familie ..           | 64            | 0,2           |                |                |
| Christian Horn             | PIRATEN                    | 449           | 1,4           | 137            | 0,4            |
|                            | MLPD                       |               |               | 29             | 0,1            |
|                            | BÜNDNIS DEUTSCHLAND        | 137           | 0,4           |                |                |
|                            | BSW                        | 5.286         | 16,5          |                |                |
|                            | FAMILIE                    | 145           | 0,5           |                |                |
| Anne-Kathrin Westhäuser    | FREIE WÄHLER               | 1.763         | 5,6           | 733            | 2,3            |
|                            | WU                         |               |               | 167            | 0,5            |

## Landtagswahl 2019
Die Landtagswahl fand am 27. Oktober 2019 statt. 
| Direktkandidat   | Partei                         | Wahlkreisstimmen in % | Landesstimmen in % |
| ---------------- | ------------------------------ | --------------------- | ------------------ |
| Michael Heym     | CDU                            | 26,3                  | 23,2               |
| Patrick Beier    | DIE LINKE                      | 20,2                  | 29,8               |
| Janine Merz      | SPD                            | 18,3                  | 10,6               |
| Klaus Tumma      | AfD                            | 23,0                  | 22,7               |
| Ulrich Töpfer    | GRÜNE                          | 7,3                   | 4,7                |
| –                | NPD                            | –                     | 0,4                |
| Stefanie Gorzize | FDP                            | 3,1                   | 3,7                |
| Christian Horn   | PIRATEN                        | 1,5                   | 0,6                |
| –                | Die PARTEI                     | –                     | 0,7                |
| –                | KPD                            | –                     | 0,1                |
| –                | TIERSCHUTZ hier!               | –                     | 1,1                |
| –                | BGE                            | –                     | 0,2                |
| –                | DIE DIREKTE!                   | –                     | 0,2                |
| –                | Blaue #Team Petry Thüringen    | –                     | 0,1                |
| –                | Graue Panther                  | –                     | 0,6                |
| –                | MLPD                           | –                     | 0,3                |
| –                | ÖDP                            | –                     | 0,5                |
| –                | Gesundheitsforschung           | –                     | 0,5                |
| Georg Thümmler   | Internationalistisches Bündnis | 0,2                   | –                  |

## Landtagswahl 2014
Bei der Landtagswahl in Thüringen 2014 traten folgende Kandidaten an:
| Name           | Partei                | Anteil der Erststimmen |
| -------------- | --------------------- | ---------------------- |
| Michael Heym   | CDU                   | 39,4 %                 |
| Maik Nothnagel | DIE LINKE             | 24,6 %                 |
| Rolf Baumann   | SPD                   | 18,9 %                 |
| Jens Graf      | FDP                   | 3,0 %                  |
| Ulrich Töpfer  | Bündnis 90/Die Grünen | 9,0 %                  |
| Sven Dietsch   | NPD                   | 5,1 %                  |

## Landtagswahl 2009
Bei der Landtagswahl in Thüringen 2009 traten folgende Kandidaten an:
| Name                              | Partei                 | Anteil der Erststimmen |
| --------------------------------- | ---------------------- | ---------------------- |
| Michael Heym                      | CDU                    | 34,2 %                 |
| Maik Nothnagel                    | Die Linke              | 25,9 %                 |
| Rolf Baumann                      | SPD                    | 16,4 %                 |
| Ulrich Töpfer                     | Bündnis 90/Die Grünen  | 8,7 %                  |
| Peter Casper                      | FDP                    | 6,2 %                  |
| Jörg Fürst                        | Freie Wähler Thüringen | 5,0 %                  |
| Michael Ranft                     | NPD                    | 3,6 %                  |
| Wahlberechtigte: 53.379 Einwohner |                        |                        |
| Wahlbeteiligung: 53,3 %           |                        |                        |

## Landtagswahl 2004
Bei der Landtagswahl in Thüringen 2004 traten folgende Kandidaten an:
| Name                              | Partei | Anteil der Erststimmen |
| --------------------------------- | ------ | ---------------------- |
| Michael Heym                      | CDU    | 44,3 %                 |
| Maik Nothnagel                    | PDS    | 28,7 %                 |
| Rolf Baumann                      | SPD    | 15,4 %                 |
| Ulrich Töpfer                     | GRÜNE  | 6,5 %                  |
| Peter Casper                      | FDP    | 5,2 %                  |
| Wahlberechtigte: 54.705 Einwohner |        |                        |
| Wahlbeteiligung: 51,4 %           |        |                        |

## Landtagswahl 1999
Bei der Landtagswahl in Thüringen 1999 traten folgende Kandidaten an:
| Name                              | Partei | Anteil der Erststimmen |
| --------------------------------- | ------ | ---------------------- |
| Michael Heym                      | CDU    | 50,7 %                 |
| Rolf Baumann                      | SPD    | 19,7 %                 |
| Fritz Wilhelm Jackstädt           | PDS    | 21,8 %                 |
| Ulrich Töpfer                     | GRÜNE  | 4,6 %                  |
| Herbert Schüller                  | REP    | 2,0 %                  |
| Bernhard Hille                    | FDP    | 1,2 %                  |
| Wahlberechtigte: 54.375 Einwohner |        |                        |
| Wahlbeteiligung: 58,8 %           |        |                        |

## Bisherige Abgeordnete
Direkt gewählte Abgeordnete des Wahlkreises Schmalkalden-Meiningen I waren:
| Jahr | Name           | Partei | Anteil der Erststimmen |
| ---- | -------------- | ------ | ---------------------- |
| 2019 | Michael Heym   | CDU    | 26,3 %                 |
| 2014 | Michael Heym   | CDU    | 39,4 %                 |
| 2009 | Michael Heym   | CDU    | 34,2 %                 |
| 2004 | Michael Heym   | CDU    | 44,3 %                 |
| 1999 | Michael Heym   | CDU    | 50,7 %                 |
| 1994 | Adalbert Bauch | CDU    | 43,8 %                 |